# Norris Bell
Norris Bell, né en 1960, est un ancien joueur de basket-ball américain (2,02 m).

## Carrière
- -1979 :  North Fulton High School[2]
- 1979-1981 :  Middle Georgia College[2]
- 1981-1983 :  Université Gardner-Webb (NCAA)
- 1983-1984 :  Ohio Mixers (Continental Basketball Association)[3]
- 1984-1988 :  ASVEL Villeurbanne (Nationale 1)
- 1988-1990 :  Fribourg Olympic (1er division)[4]
- 1991-1993 :  Le Mans Sarthe Basket (N 1 A et N A 1)
- 1993-1994 :  FC Mulhouse Basket (Pro B)
- 1994-1995 :  Fidefinanz Bellinzona Basket (1er division)[1]
- 1995-1996 :  CRO Lyon Basket (Pro A)

Il a participé au All-Star Game en 1993.
Après sa carrière de joueur, Norris Bell s'est reconverti en entraîneur d'équipes de basket (AAU).

## Palmarès
- Finaliste du Championnat de France en 1985 et 1986

## Sources
- Maxi-Basket